# Павзаний от Сицилия
Вижте пояснителната страница за други личности с името Павзаний.
Павзаний (на старогръцки: Παυσανίας; на латински: Pausanias) е гръцки лекар от 5 век пр.н.е., роден в Гела на остров Сицилия.
Той произлиза от фамилията Асклепиади, произлизаща от бога на медицината Асклепий. Неговият баща се казва Анхит. Той е, според Диоген Лаерций, интимен приятел (eromenos) на философа Емпедокъл, който пише за него епиграмата си On Nature.